# Locomotiva FS R.301
La locomotiva R.301 era una locomotiva a vapore a scartamento ridotto per servizio passeggeri e merci che ha prestato servizio sulle linee a scartamento ridotto della Sicilia e delle ex colonie, eritrea e libica.

## Storia
Le locomotive del gruppo R.301 vennero progettate e costruite sulla base di un progetto elaborato, intorno agli anni dieci dal Servizio Materiale e Trazione delle FS di Firenze per le linee in costruzione, a scartamento ridotto, della rete dello Stato. Il primo lotto di undici R.301, costruito dalle Costruzioni Meccaniche di Saronno, venne consegnato alle FS nel 1912.
Negli anni successivi il gruppo si arricchì di ulteriori venti unità la cui costruzione venne ripartita tra le O.M. di Saronno, le Officine Meccaniche di Milano, l'Ansaldo e la Breda. Le unità vennero divise tra i depositi locomotive di Palermo S.Erasmo, Castelvetrano e Porto Empedocle.
Dopo il 1918 tredici locomotive R 301 vennero dirottate nelle linee ferroviarie delle colonie: la 15 e la 32 in Eritrea, la 05 e la 07 in Somalia, le 12, 13, 14, 25 e 26 in Tripolitania e le 11, 21, 22 e 33 in Cirenaica.
Nel 1922 nacque la R.302, che manteneva le stesse caratteristiche meccaniche generali ma con l'adozione del surriscaldatore, prodotta dalla stessa CEMSA di Saronno. In seguito al buon risultato, superiore alle aspettative fu presa la decisione di trasformare in R.302 di un lotto di venti locomotive R.301. Il lavoro venne eseguito nelle officine Meccaniche e Navali di Napoli che nel 1927 le riconsegnarono alle FS che le numerarono da 023 a 042.
Le R.301 diedero buona prova di sé in termini di affidabilità e di prestazioni su tutte le linee della rete ferroviaria siciliana e coloniale ad aderenza naturale.
Una R.301 venne ceduta alla Ferrovia Alifana nel 1944.

## Caratteristiche

Locomativa R.301-019 alla testa di un treno merci in transito presso la zona archeologica di Selinunte

Le locomotive del gruppo R.301 vennero progettate allo scopo di risolvere le problematiche di esercizio evidenziate dalle locomotive precedenti soprattutto il cattivo risultato delle R.401 a quattro assi e passo rigido che dissestavano il binario nelle innumerevoli curve e controcurve del percorso. La scelta di un rodiggio 1'C permetteva un basso peso per asse, contenuto al di sotto delle 11 tonnellate per le ruote accoppiate, e una facilità di iscrizione in curva determinata dall'adozione del carrello italiano. 
Le locomotive vennero inoltre dotate di ampie casse d'acqua (4,5 m³) ai fini di una buona autonomia. 
Al collaudo le R.301 si dimostrarono superiori alle aspettative; su pendenza costante del 25 x mille e curve di 100 metri di raggio trainavano 90 tonnellate a 25 chilometri orari.
La caldaia delle R.301 aveva la superficie di riscaldamento di 74,5 metri quadrati e il diametro dei cilindri di 380 mm, e uno sforzo di trazione al cerchione di 6750.
Le locomotive erano dotate di freno continuo automatico a vuoto, sistema Hardy. Il vuoto in condotta veniva ottenuto per mezzo di un eiettore a vapore, apparecchiatura di alto rendimento ed alta affidabilità perché privo di parti in movimento.
Unico difetto delle R.301, comune a tutte le locomotive di pari rodiggio è solo quello della asimmetria dello stesso che le rendeva unidirezionali nell'esercizio corrente. Ulteriore difetto (comune però alla maggioranza delle realizzazioni per lo scartamento ridotto) la ristrettezza della cabina di guida.

## Deposito Locomotive di assegnazione

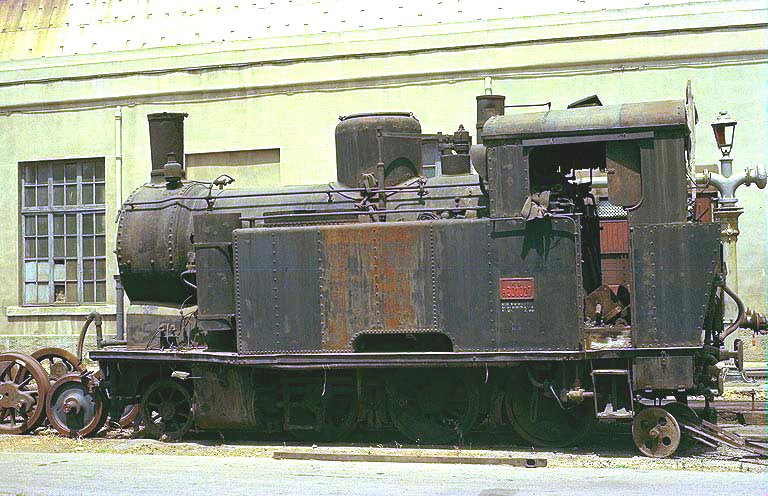
Locomotiva FS 301.027 abbandonata nel Deposito locomotive di Castelvetrano

- Deposito locomotive di Castelvetrano
- Deposito locomotive di Palermo Sant'Erasmo
- Deposito Locomotive di Licata
- Deposito Locomotive di Piazza Armerina
- Deposito Locomotive di Porto Empedocle

## Locomotive preservate
- rR.301.2: Museo della Scienza e della Tecnologia di Milano
- R.301.27: Esposta fino al 2009 sul lungomare di Marsala, spostata in area della Associazione Carristi d'Italia[2] 2022, abbandonata alla stazione di Castelvetrano.
- R301.1, R.301.3, R.301.4: incorporate nel parco delle ferrovie eritree.[3]